# スタンディング・オン・ジ・エッジ
『スタンディング・オン・ジ・エッジ』（Standing on the Edge）は、チープ・トリックが1985年に発表した8作目のスタジオ・アルバム。

## 背景
デビュー・アルバム『チープ・トリック』（1977年）、出世作『チープ・トリックat武道館』（1978年）に関与したジャック・ダグラスが、再びプロデューサーに起用された。また、バンドの次作『ザ・ドクター』（1986年）のプロデューサーであるトニー・プラットが、本作ではミキシングを担当している。
多くの曲をメンバーと共作したマーク・ラディスは、1970年にソロ・デビューを果たした後、ドノヴァンやエアロスミスのツアー・キーボーディストを務めたミュージシャンで、本作リリース後のツアーにもサポート・メンバーとして参加した。

## 反響・評価
アメリカのBillboard 200では35位に達し、2作ぶりにトップ40入りを果たした。本作からのシングル「トゥナイト・イッツ・ユー」はBillboard Hot 100で44位、『ビルボード』のメインストリーム・ロック・チャートで8位を記録。
日本では成功に結びつかず、『蒼ざめたハイウェイ』（1977年）以降のアルバムとしては初めてオリコンLPチャート入りを逃す結果となった。
本作リリース当時、大森庸雄は「よりヘヴィ・メタリックなビッグ・サウンドになった」「'84年のヘヴィ・メタル・ブームからの触発もあったかもしれない」と評している。また、Mike DeGagneはオールミュージックにおいて5点満点中2点を付け「ロビン・ザンダーもリック・ニールセンも、いつものような結束力を欠いており、ソングライティングは弱く印象の薄いものになった」と評している。

## 収録曲
1. リトル・シスター - "Little Sister" (Rick Nielsen) - 3:55
2. トゥナイト・イッツ・ユー - "Tonight It's You" (R. Nielsen, Robin Zander, Mark Radice, Jon Brant) - 4:47
3. シーズ・ガット・モーション - "She's Got Motion" (R. Nielsen, M. Radice) - 3:17
4. ラヴ・カムズ - "Love Comes" (R. Nielsen, R. Zander) - 4:40
5. ハウ・アバウト・ユー - "How About You" (R. Nielsen, R. Zander, M. Radice) - 3:00
6. スタンディング・オン・ジ・エッジ - "Standing on the Edge" (R. Nielsen, R. Zander, M. Radice) - 4:44
7. ディス・タイム・アラウンド - "This Time Around" (R. Nielsen, R. Zander, M. Radice, J. Brant) - 4:33
8. ロック・オール・ナイト - "Rock All Night" (R. Nielsen, R. Zander, M. Radice, Bun E. Carlos) - 2:51
9. カヴァー・ガール - "Cover Girl" (R. Nielsen, M. Radice) - 3:41
10. ワイルド・ワイルド・ウィメン - "Wild Wild Women" (R. Nielsen, R. Zander, M. Radice, B. Carlos) - 4:17

## 参加ミュージシャン
- ロビン・ザンダー - ボーカル、リズムギター
- リック・ニールセン - ギター、キーボード
- ジョン・ブラント - ベース
- バン・E・カルロス - ドラムス

アディショナル・ミュージシャン
- マーク・ラディス - キーボード